# تارزن و تارزان
تارزن و تارزان فیلمی به کارگردانی و نویسندگی علی عبدالعلی‌زاده محصول سال ۱۳۸۰ است.

## خلاصهٔ داستان
سهند آذرنیا پیرمردی که کارخانه ساخت اسباب بازی دارد. او بسیار علاقمند به ساخت عروسک هایی است که ریشه در قصه های ایرانی دارند، اما مدیر فروش کارخانه که پسر خواهر زن پیرمرد (سلم قلی) است سخت علاقمند تولید اسباب بازی های غربی است.

## بازیگران
- اکبر عبدی
- رضا فیض نوروزی
- رابعه اسکویی
- آتش تقی‌پور
- ستاره اسکندری
- مریم سعادت
- عباس محبوب
- ثمینه لسانی
- خسرو احمدی
- آرش میر احمدی
- علیرضا واثق‌ملکی
- مهران ضیغمی
- آیدا تبیانیان
- علی ابوترابی
- مهدی ساکی
- علی ابوترابی
- علی پاک‌دست